# Poranopsis
Poranopsis es un género con tres especies de plantas con flores perteneciente a la familia de las convolvuláceas.

## Descripción
Son lianas leñosas, menor tallo, glabrescentes, las ramas y tallo herbáceo  leonado o gris velloso o seríceo con 2-armados pelos. Las raíces fibrosas. Las hojas cordiforme-ovadas, cartáceas, a menudo rugulosas y pubescentes moderadamente adaxialmente, densamente pubescente abaxialmente; con peciolos teretes o aplanados, ligeramente pulvinado. Inflorescencia axilar (o terminal), bracteosa, paniculada, flores fasciculadas en los nudos; brácteas foliáceas, con textura, indumento y venación como las hojas, bractéolas 2, como escama, que se adjunta debajo del cáliz; pedicelos filiformes. Flores pequeñas, a menudo fragantes,

## Taxonomía
El género fue descrito por Guy Edouard Roberty   y publicado en Candollea 14: 26. 1953. La especie tipo es: Poranopsis paniculata (Roxb.) Roberty.

## Especies
- Poranopsis discifera
- Poranopsis paniculata
- Poranopsis sinensis